# Pandiborellius lanzai
Espèce
Synonymes
- Pandinurus lanzai Rossi, 2015

Pandiborellius lanzai est une espèce de scorpions de la famille des Scorpionidae.

## Distribution
Cette espèce est endémique de Somalie. Elle se rencontre au Pount et au Somaliland.

## Description
Pandiborellius lanzai mesure de 110 à 145 mm.

## Systématique et taxinomie
Cette espèce a été décrite sous le protonyme Pandinurus lanzai par Rossi en 2015. Elle est placée dans le genre Pandiborellius par Kovařík, Lowe, Soleglad et Plíšková en 2017.

## Étymologie
Cette espèce est nommée en l'honneur de Benedetto Lanza.

## Publication originale
- Rossi, 2015 : Due ulteriori nuove specie del sottogenere Pandiborellius Rossi, 2015 dal Corno d'Africa (Scorpiones, Scorpionidae). Arachnida - Rivista Aracnologica Italiana, vol. 1, no 2, p. 2-36.